# Вильгельм фон Люкнер
Иоганн Генрих Вильгельм фон Люкнер (дат. Wilhelm von Luckner; 29 января 1805, Плён — 19 февраля 1865, замок Альтфранкен) — датский дипломат и аристократ. Представитель рода Люкнер.

## Биография
Вильгельм родился 29 января 1805 года. Он был сыном графа Фердинанда фон Люкнера (1762—1815). Фердинанд был датским дипломатом.
О ранних годах Вильгельма известно мало. После учёбы, он пошёл служить в армию Дании, где служил егерем. В какой-то момент он стал камергером при датском королевском дворе. Также известно, что в 1852 году он был послом Дании в Королевстве Саксония.
В первой половине XIX века, многие представители вышего дворянства ездили в Баден-Баден, для отдыха и развлечений. Граф Вильгельм фон Люкнер был в городе частым гостем. О нём отзывались, как о человеке с хорошим чувством юмора. В 1834 году он познакомился со своей будущей женой, Вильгельминой фон Рейхенбах-Лессониц (1816—1858). Она была внебрачной дочерью курфюрста Гессена Вильгельма II и его любовницы Эмилии фон Рейхенбах-Лессониц.
3 октября 1836 года в Баден-Бадене состоялась их свадьба. Два года спустя, в 1838 году, родился их первый сын, Николаус Альфред. Однако, из-за разгульного образа жизни Вильгельма, брак закончился разводом в 1839 году. В следующем году, Вильгельмина вышла замуж за барона Карла фон Вацдорфа (1807—1846).
В 1846 году Вильгельм приобрёл поместье в Дрездене-Лошвице, ранее принадлежавшее английскому графу Финдлатеру. 21 декабря 1847 года он вновь женился на Вильгельмине, которая к тому времени уже овдовела. В 1849 году у пары родился второй сын, которого они также назвали Николаус.
После свадьбы, он построил замок Альтфранкен недалеко от Дрездена. В 1850 году он приобрёл поместье Гросс-Диттмансдорф, которое затем перестроил неоготическом стиле. Строительство было завершено в 1852 году по проекту Карла Александра Гейделоффа. Вильгельм овдовел 28 июля 1858 года, после чего он возобновил свой разгульный образ жизни, часто отправляясь в Баден-Баден. В 1854 году он подал заявление на строительство семейной усыпальницы на кладбище Пестервиц, которое было завершено в 1859 году.
Чтобы компенсировать часть расходов на строительство замка,  фон Люкнер в 1856 году продал на аукционе картину Лукаса Кранаха «Эффект ревности». В 1860 году он продал поместье Боден Юлиане Шарлотте Торшмидт.
Его старший сын умер в 1864 году, а у Вильгельма, вероятно, из-за этого началось психическое расстройство.
Вильгельм покончил жизнь самоубийством, застрелившись 19 февраля 1865 года. Он был похоронен рядом с женой в семейной усыпальнице в Пестервице.
После его смерти, его сын жил и воспитывался сестрой жены Вильгельма, Луизой фон Бозе (1813—1883).

## Потомки
От брака с Вильгельминой у него было два сына:
- Николаус Альфред фон Люкнер (1 января 1838 — ноябрь 1864), 11 июня 1862 женился на Елизавете Хок. Детей у них не было. Умер от нервной лихорадки.
- Николаус Рудольф фон Люкнер (2 июня 1849 — 12 апреля 1902), 25 сентября 1886 года женился на Матильде Зинк (1853—1934). У пары родился один сын:
  - Николаус Феликс фон Люкнер (3 апреля 1884 — 1957), 29 августа 1918 года женился на Андреа Галлей (1884—1977). Детей у них не было.